# Omphale diocles
Omphale diocles är en stekelart som först beskrevs av Walker 1839.  Omphale diocles ingår i släktet Omphale och familjen finglanssteklar. Inga underarter finns listade i Catalogue of Life.